# Allianz Suisse Open Gstaad 2007
L'Allianz Suisse Open Gstaad 2008 è stato un torneo di tennis giocato sulla terra rossa.
È la 93ª edizione dell'Allianz Suisse Open Gstaad,che fa parte della categoria International Series nell'ambito dell'ATP Tour 2007.
Si è giocato al Roy Emerson Arena di Gstaad in Svizzera, dal 9 al 16 luglio 2007.

## Campioni

### Singolare
Paul-Henri Mathieu ha battuto in finale  Andreas Seppi, 6(1)–7, 6–4, 7–5.

### Doppio
František Čermák /  Pavel Vízner hanno battuto in finale  Marc Gicquel /  Florent Serra, 7–5, 5–7, [10–7].